# Deuterophlebiidae
Deuterophlebiidae zijn een familie uit de orde van de tweevleugeligen (Diptera), onderorde muggen (Nematocera). Wereldwijd omvat deze familie zo'n 1 geslacht en 14 soorten.

## Taxonomie
Het volgende geslacht is bij de familie ingedeeld:
- Deuterophlebia